# أليكس ويلتون ريغان
أليكس ويلتون ريغان (بالإنجليزية: Alix Wilton Regan)‏ هي عارضة وممثلة بريطانية، ولدت في 26 يناير 1986 في لندن في المملكة المتحدة.

## وصلات خارجية
- الموقع الرسمي
- أليكس ويلتون ريغان على موقع IMDb (الإنجليزية)
- أليكس ويلتون ريغان على موقع قاعدة بيانات الفيلم (الإنجليزية)